# Смішарики. Дежавю
Смішарики. Дежавю (рос. Смешарики. Дежавю) — російський повнометражний анімаційний фільм режисера Дениса Чернова. Є сіквелом мультсеріалу «Смішарики» та третім повнометражним мультфільмом у франшизі. Прем'єра в Росії відбулася 26 квітня 2018 року, а у світі — у травні 2018 року.

## Сюжет
На початку фільму показане агентство «Дежавю». Крот-агент отримує від Кротобосса Хронопульт 1.0 і становиться стажером.
Смішарики збираються у Кар-Карича на «нудьгу-раду». Вони думають, як відзначати день народження Копатича. Пропонують ігри «лото» та «ерудит». Раптом заходить Крош. Він хоче влаштувати справжнє свято з феєрверками та сюрпризами. Але Кар-Карич нагадує йому, до чого привели його ідеї на минулих святах. Тоді Крош почав думати, що його друзі розігрують. Він твердо вирішує влаштувати свято і пішов дзвонити всім святковим агентствам, але йому відмовили. Тоді Крош у гніві відкинув книгу «Ваше дозвілля». З книги вилітає візитівка агенції «Дежавю». Крихіт дзвонить по вказаному на картці телефону, і через 2 секунди Крот Агент вже виявляється у нього за спиною.
Крош не очікував такого швидкого візиту і спочатку подумав, що Крот — клоун. Крот дуже дивується, коли дізнається, що у подорожі в часі братиме участь 8 персон, і підписує договір, а в цей час до кімнати входять музиканти — «Маракучос». Крош не розуміє, що йому пропонують, і тоді Крот Агент розповідає Крошу про подорожі у часі. Однак Крош тільки засміявся. Щоб довести Крошу можливість подорожей у часі, Крот відправляє його 5 хвилин тому. Крихта телепортується на 5 хвилин тому. Там він помічає себе. Зупинивши підходящий до порталу Крош, той створює тимчасовий парадокс. Два Крихи зустрічаються і дуже радіють один одному. Крош, не зважаючи на слова Крота, підписує контракт та обіцяє заплатити карткою.
У цей час на галявині відбувається спокійний день народження Копатича. Але оскільки Крош не повідомив про свої плани, поява працівників «Дежавю» була дуже несподіваною. Крот і його помічники відправляють всіх Смешариков у різні епохи. Повернувшись додому до Крош, Крот нагадує, що той хотів розрахуватися карткою, і Крош віддає йому візитну картку Агентства. Кріт починає злитися і рве картку. Другий Крош підстрибує та починає гризти договір. Розлютившись на це, Крот відправляє другого Кроша в Мезозою з договором. Інший Крош вистачає хронопульт і теж потрапляє до Мезози.
У Кроша почалися пригоди, він здіймає такий шум, що на нього нападає динозавр, але інший Крош рятує його. Двійник провів кілька років у джунглях і порозумнішав. Також він зберіг контракт і за допомогою нього налаштовує пульт. У цей час Крош, балуючись, здіймає шум. Другий Крош намагається заспокоїти його, але вже пізно. Динозавр знову знаходить їх. Крихітки ховаються подалі в печері. За занудство Крош дає своєму двійникові ім'я Шорк. Але, здійнявши черговий крик, Крош привертає увагу динозавра. Шорк намагається налаштувати пульт, тікаючи від динозавра. Погоня в печері, спритний маневр Шорка — і «Кроші» вирушають у наступну епоху.
Тепер вони потрапляють до Середньовіччя. Крош знову береться за своє. Але в цей момент на Шорка виливають відходи, що дуже розлютило його. У цій епосі знаходяться Копатич та Лосяш. Шорк із Крошем намагаються пройти на турнір (на якому ведмеді борються один з одним за мед, сидячи на лосях, які ще не такі розумні та розвинені, як в даний час, і яких використовують як засіб пересування), і врешті-решт Крош знаходить дах, З якої він був видно. Раптом на поле вибігають Копатич та Лосяш. Їхнім противником виявляється чорний лицар з чорних земель. Через Кроша Копатича з Лосяшем програють. За те, що Копатич обізвав маму судді відьмою, його виганяють, а Лосяша як їздову тварину віддають переможцю. Біля воріт зустрічаються «Кроші» та Копатич. Вони вирушають рятувати Лосяша. Місія проходить успішно, але раптом на хронобудку прилітають Крот та його помічники. Цього разу вони виявляються озброєними та мають намір «анулювати» друзів. Але кмітливість Шорка дозволяє відвернути увагу Крота і впустити Хосе. Той стріляє, промахується та потрапляє по вежі. Та руйнується і також ламає дах. Крош, Шорк, Лосяш та Копатич падають у загін для лосів. Шорк свистить, від чого всі лосі зриваються з місця, вибивають двері загону і мчать по бруківці, змітаючи все на своєму шляху. Смішарики осідлають їх і прямують у наступну епоху. Разом із ними встигає телепортуватися і Крот Агент.
Цього разу Смішарики потрапляють у спокійний Стародавній Китай. Там Совунья, Бараш та Їжачок дають уявлення імператору. Несподівано через сцену вилітають Крош, Шорк, Копатич, Лосяш та Крот Агент. Під час бійки пульт потрапляє до рота імператору, той натискає кнопку, і з Мезозоя прилітає динозавр. Починається паніка, всі тікають із палацу, динозавр сіє у місті хаос. Під час бігу йому на очі падає святковий банер червоного кольору. Шорк, осідлавши хижака, намагається відвести його, але динозавр все одно жене за Смішариками. Крот знову відбирає пульт, але Шорк у стрибку забирає його. Смішарики вибігають за межі міста та телепортуються на Дикий Захід.
Шорк починає читати лекцію Крошу щодо поведінки. Крош каже, що всі вони зануди, які його не розуміють. Він іде в пустелю і через деякий час приходить у салун. Там його ловлять і садять у мішок ковбої з Биком. У цей час Крот і Маракучос прибувають туди ж на хронобудку, і починається бійка. Після битви салун виявляється знищений, а Крош полонений Кротом. Його садять у вагон поїзда. Смішарики в цей час зустрічають Піна, Нюшу і Кар-Карича, що тільки-но прилетіли. Всі в зборі. Друзі йдуть пустелею, приходять до залізниці і бачать з обриву зруйнований салун, але раптом прибуває поїзд із Маракучос та Кротом. Крот обіцяє Шорку, що віддасть Кроша за пульт. Відбувається обмін. Проте Крот садить усіх у закритий вагон поїзда та пускає його під укіс. Крош звільняється і пробирається до кінця поїзда. Він відбирає пульт та біжить до друзів. Потяг стрімко мчить до каньйону, Шорку не вдається зупинити поїзд, який переслідують Крот та Маракучос на дрезині. Поїзд відлітає у прірву, а Крош встигає телепортувати друзів далі.
Далі Смішарики дуже швидко пролітають Стародавній Єгипет, Льодовиковий період і Стародавню Скандинавію.
Кроту вдається отримати хронопульт, і він разом із помічниками відлітає до Мезозої. Крош та Шорк забирають систему зв'язку (мікрофон) Крота. Динозавр в Мезозої роздавлює хронопульт та анулятор. В агенції починається паніка. Кроти ухвалюють рішення терміново повернути клієнтів. Так відбувається. Потяг (майже зруйнований) прилітає до агенції. Але Кротобос каже, що треба видалити всі тимчасові парадокси, зокрема й Шорка. Крош прощається із Шорком, але Шорк обіцяє, що вони знову зустрінуться.
Наприкінці фільму друзі грають у снігу, а Крот із помічникам назавжди залишається у Мезозої. Він живе в печері Шорка, вішає свій малюнок і робить себе найкращим працівником місяця. Після титрів показують снігову кулю, яку бере Крош.

## Творці
- Режисер-постановник — Денис Чернов
- Автори сценарію — Денис Чернов і Дмитро Яковенко
- Операторка 3D камери — Тетяна Бєлова
- Художниця-постановниця — Ольга Овіннікова
- Композитори — Сергій Васильєв і Марина Ланда
- Аранжувальник для оркестру — Дмитро Бюргановський
- Звукорежисери — Ігор Яковель і Денис Душин
- Виконавча продюсерка — Юлія Осетинська
- Директорка картини — Надія Кузнєцова
- Продюсери: Ілля Попов, Федір Бондарчук і Дмитро Рудовський
- Художній керівник — Анатолій Прохоров

## У ролях
- Антон Виноградов — Крош / Шорк (до потрапляння в Мезозою)
- Михайло Хрустальов — Шорк (після влучення в Мезозой) / бандити / глашатай / середньовічний купець / рок-співак
- Вадим Бочанов — Бараш
- Світлана Письмиченко — Нюша
- Михайло Черняк — Лосяш / Копатич / Пін
- Сергій Мардар — Кар-Карич / Совунья / Буено
- Володимир Постніков — Їжачок
- Павло Дерев'янко — Агент Крот 3630
- Андрій Шамін — Мало
- Сергій Васильєв — Малий
- Максим Сергєєв — Кротобос / бармен
- Олена Шульман — Телефонні оператори / Альбіна
- Ксенія Бржезовська — Телефонні оператори / Сабіна
- Олег Куликович — Імпресаріо
- Володимир Маслаков — Мандарин / вікінг
- Денис Чернов — Темний лицар
- Олексій Горбунов — Динозавр (звуки)

## Нагороди
- 2018 — «Мультисвіт»: приз народного голосування «За кращий російський повнометражний анімаційний фільм».